# Oldřiš
Obec Oldřiš (německy Ullersdorf; katastrální území Oldřiš u Poličky, lidově Oldříš) se nachází v okrese Svitavy v Pardubickém kraji. Žije zde 664 obyvatel.
Založení obce se předpokládá z příkazu krále Přemysla II. jistým Konrádem z Levendorfu, a to krátce po založení královského města Poličky již ve 13. století. Název obce je odvozen údajně od jména knížete Oldřicha. Oldřiš písemně zmíněna dějepiscem Kosmem již roku 1110.

## Historie
Historie i současný život je úzce spojena se sousední obcí Borovou, s níž v minulosti tvořila jeden celek. Od roku 1349 se tehdejší Oldřiš začala dělit na západní část, nynější obec Borová a východní část, nynější obec Oldřiš. Oldřiš patřila z části Lichmburskému panství a městu Polička, jehož měšťané ji koupili v roce 1474. Roku 1547 se „oldřiští“ zúčastnili odboje proti králi Ferdinandovi. V období reformace i protireformace v 18. století, tzv. násilného pokatoličťování, byl odpor místních protestantů tak houževnatý, že vyvrcholil popravou jeho 3 obyvatel. Panská půda zde byla dědičně rozdělena sedlákům za vlády Marie Terezie v roce 1778. Na počátku 20. století byla v Oldřiši trojtřídní škola (založena roku 1888) hasičský sbor a kampelička. Železniční trať Svitavy – Polička – Skuteč se zastávkou v obci byla vystavěna a zprovozněna v roce 1897.

## Osídlení
K osídlení území obce došlo především v údolí podél obou břehů Černého potoka v délce cca 3 km, je souvislé a vede nepřetržitě od Borové až do Sádku. Kdyby nebylo silničních tabulí označujících jednotlivé obce, stěží by se dalo rozeznat, ve které obci se právě nacházíme. Toto vzájemné propojení obcí je ve zdejší krajině jevem nevídaným a nemá na Českomoravské vrchovině obdoby. Tento jev je způsoben také určitou rozvolněností tradiční zástavby. Ta je tu tvořena tradičními zemědělskými usedlostmi od sebe vzdálenými cca 50 m a o samotě stojícími domy mezi lesíky a poli. Součástí obce jsou také osady v její jižní části Přibylov a Dědek a v části severní – osada Babka podél silnice I/34. Místní název lesa „Štemberk“ (též Štramberk) se vztahuje k osobě sedláka Štambery, který zde podle pověsti viděl poklad v otevřené hoře. V lese „Babín“ se zase pravidelně slétávaly čarodějnice, dnes už prý ne tak často. Okolní kraj i sama obec byla inspirací pro řadu umělců, např. spisovatelku Terezu Novákovou, či hudebního skladatele Bohuslava Martinů („Otvírání studánek“).

## Pamětihodnosti
- Vodní pila
- Lidová architektura – stará stavení typu „poličských dvorců“ vystavěná napůl ze dřeva a napůl zděná.
- Lokality:
  - U Třech buků
  - U zbořených mostů – je rybník, kde jsou zachovány dva oblouky se starých mostů, které spojovaly Oldřiš a Široký Důl.
- Orlovna – v jejím průčelí je sv. Václav na koni od sochaře Kadlece, rodáka z nedaleké Borové. S její výstavbou se začalo v roce 1928 a otevřena byla v září roku 1929 k tisíciletému miléniu sv. Václava.

## Galerie

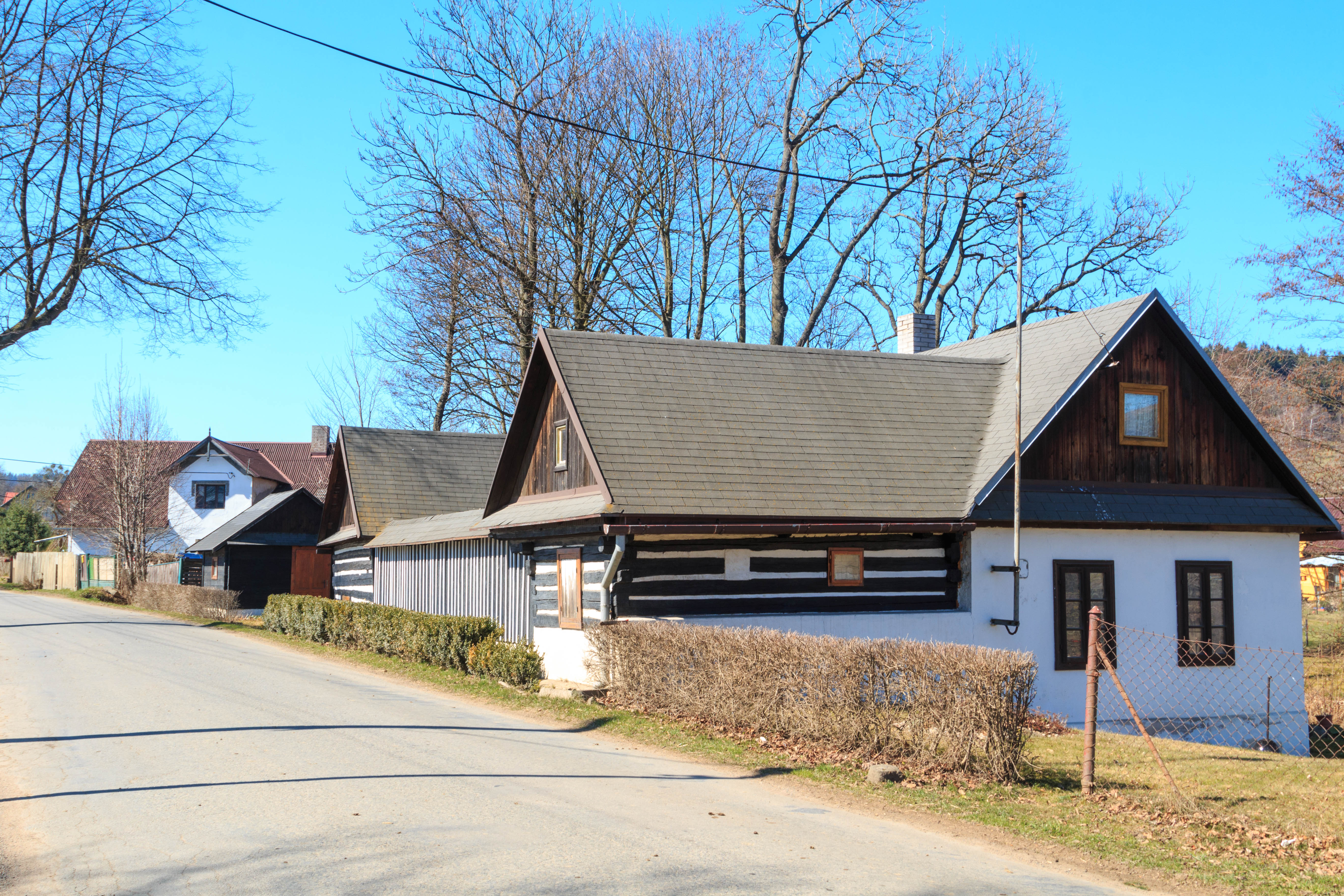
Oldřiš – dům čp. 28
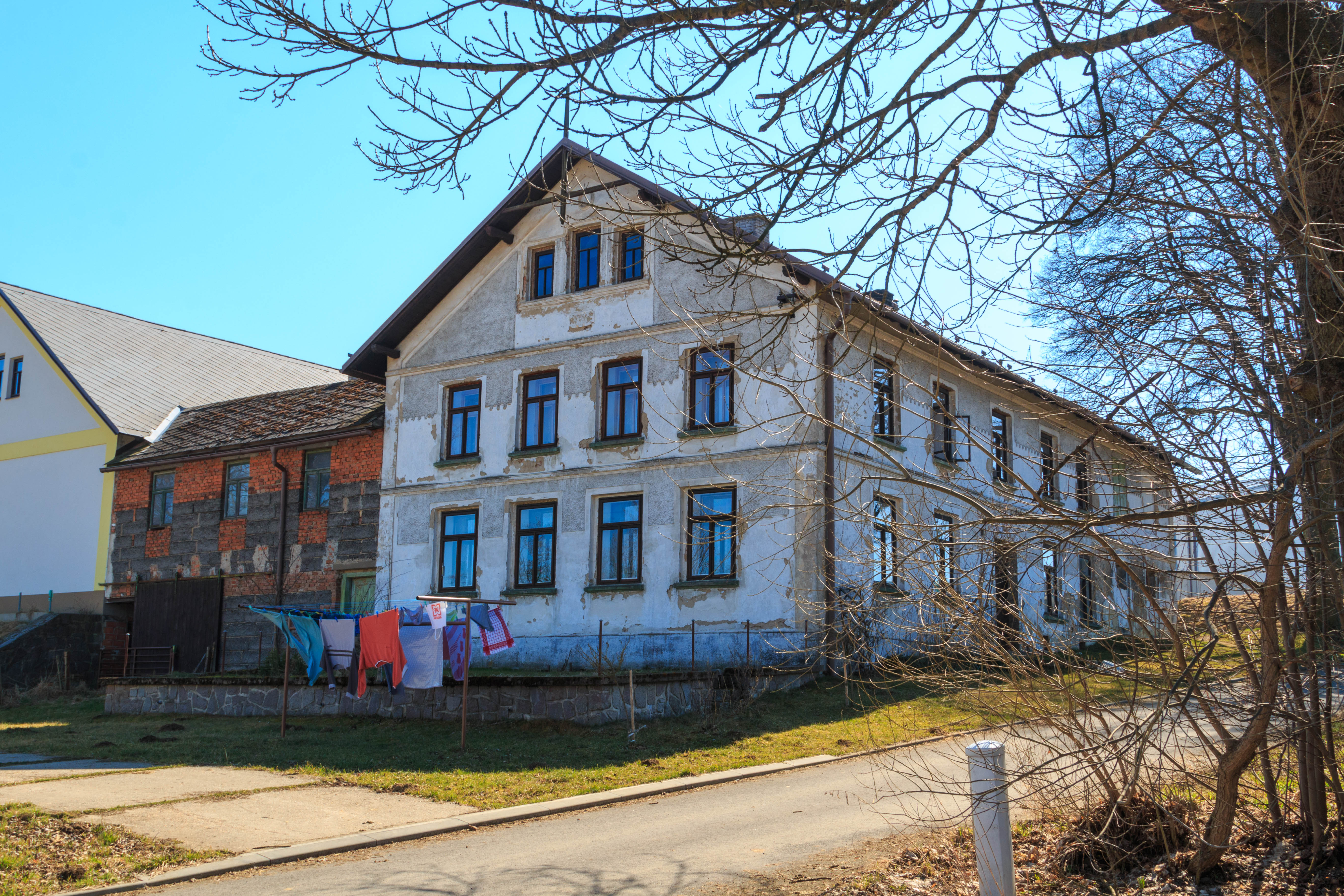
Oldřiš – dům čp. 27
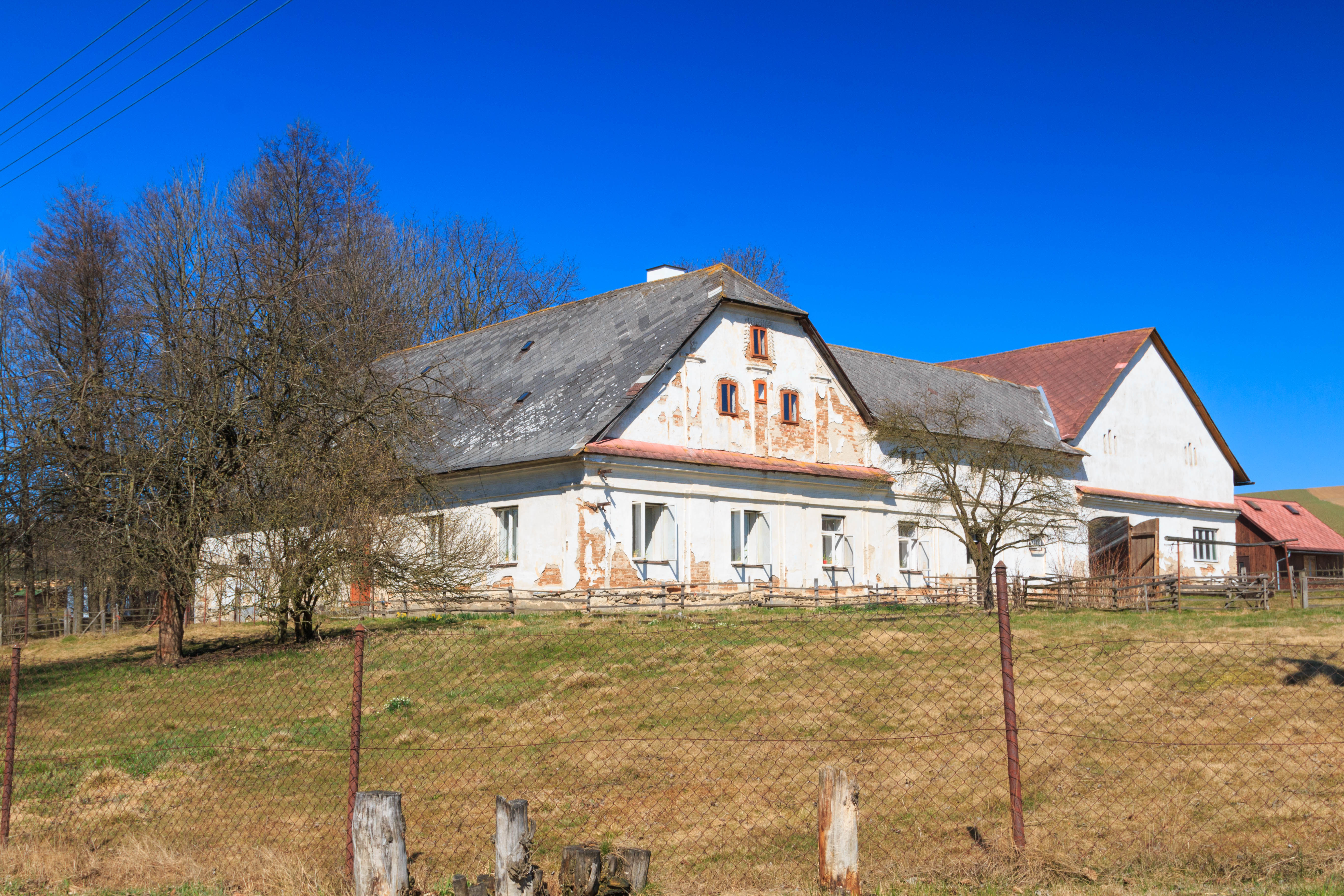
Oldřiš – dům čp. 1
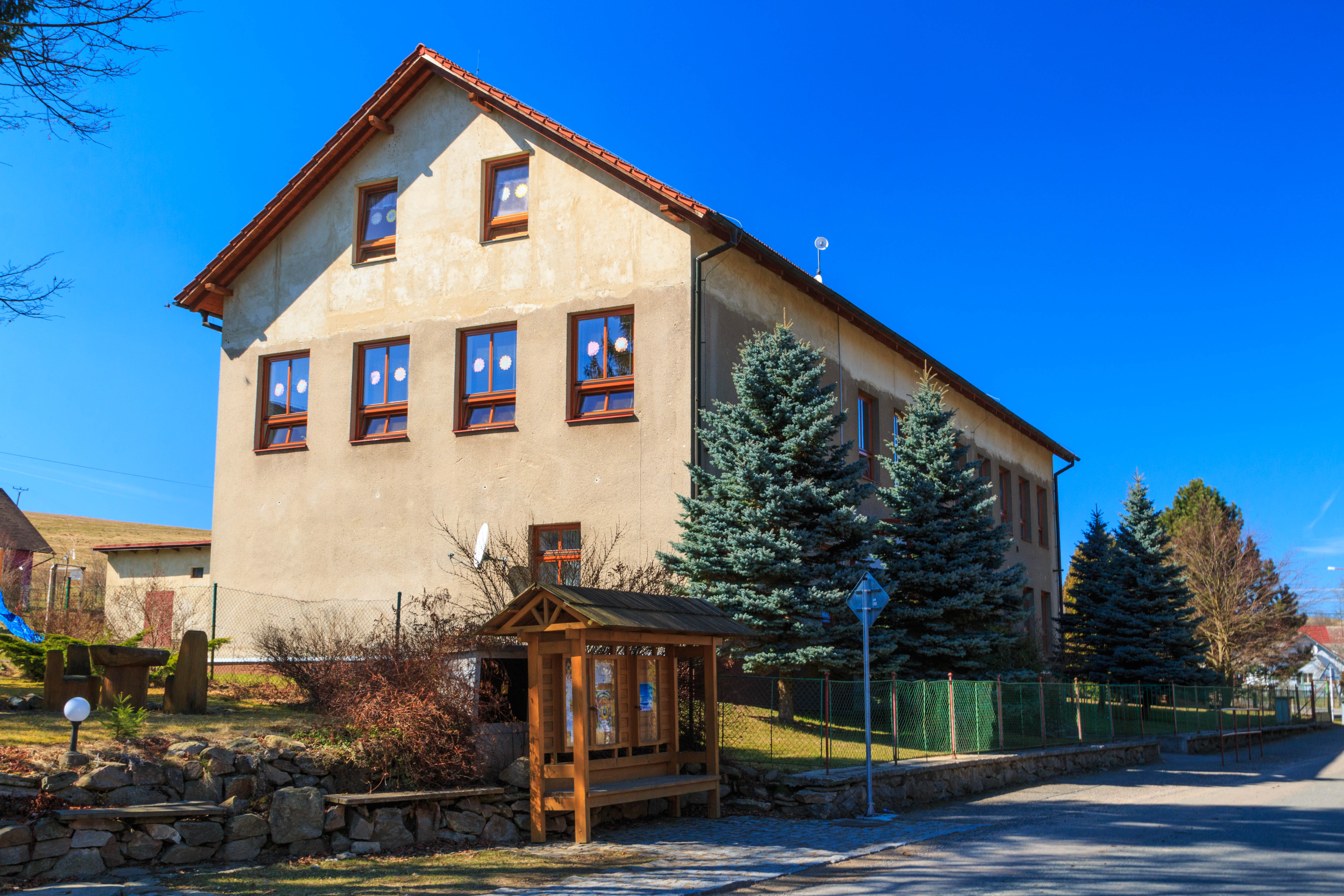
Oldřiš – škola